# Beffroi de Cambrai
Le beffroi de Cambrai est situé dans le département du Nord à Cambrai. 
Il fait l’objet d’une inscription au titre des monuments historiques depuis le 15 juillet 1965.
Il est aussi l'un des vingt-trois beffrois du Nord-Pas-de-Calais et de Picardie inscrits en 2005 sur la liste du patrimoine mondial de l'UNESCO.

## Histoire
L'existence d'un beffroi, symbole des libertés communales souvent acquises chèrement par les Cambrésiens, est attestée dès le XIe siècle puisque l'évêque de Cambrai Manassès le fit détruire en 1095. Il était rétabli en 1207 mais sa démolition fut bientôt ordonnée par l'Empereur Henri. Il connut constructions et démolitions successives qui sont à rattacher à l'histoire mouvementée des révoltes communales cambrésiennes.
Parmi les privilèges dont s'enorgueillissaient nos ancêtres, le moins estimé n'était pas celui du « droit du beffroi ». De même que ses cloches se faisaient entendre, ou pour appeler les magistrats aux assemblées, ou pour annoncer les réjouissances publiques, elles s'agitaient aussi parfois pour pousser à l'insurrection le peuple impatient du joug de l'autorité ecclésiastique et du pouvoir impérial. C'est à cette dernière cause qu'il faut attribuer la destruction à différentes époques des premiers beffrois de Cambrai.
C'est en 1395 que Cambrai obtint définitivement de l'empereur Venceslas l'autorisation de posséder un beffroi, fonction qu'occupe le clocher de l'église Saint-Martin à partir du XVIe siècle (1550): si cette église fut détruite à la révolution, le beffroi fut heureusement épargné. Il est érigé en style gothique entre 1447 et 1474, et s'élançait alors à près de 57 mètres de hauteur.
Endommagée en 1528 par la foudre, puis lors du siège de 1595, sa partie supérieure fut démolie en 1698. Sa reconstruction fut achevée en 1736 et mit le clocher dans les proportions où il se trouve de nos jours. La flèche torse fut, entre 1732 et 1736, remplacée par un dôme surmonté d'un lanternon qui donnèrent au beffroi sa silhouette à près de 62 mètres. 

### 1920: l'incendie
En 1918, les armées alliées avançant de plus en plus, les Allemands furent forcés de se replier et d'évacuer Cambrai. Ils enlevèrent la grosse cloche du beffroi et la précipitèrent du haut de son clocher pour l'envoyer à la fonte. Chose extraordinaire, malgré une chute aussi considérable elle ne se brisa pas. C'est à Bruxelles, après l'Armistice que fut retrouvée la cloche de Cambrai avec Martin et Martine et le monument aux morts de 1870, l'Armistice les ayant empêchés d'aller plus loin.
Cambrai, qui en 1919 avait fêté le retour de ses cloches et statues perdues, voulut, en 1920 lors des fêtes du 15 août, marquer joyeusement l'anniversaire de ce retour.
C'est vraisemblablement au cours de l'embrasement du bâtiment qu'un feu de Bengale communiqua le feu au bois de la plate forme supérieure.
Les pompiers, alertés par le tocsin qui n'avait jamais annoncé un sinistre aussi proche, ne purent éteindre cet incendie, leurs lances étant incapables de projeter l'eau au niveau des flammes à plus de 60 mètres du niveau du sol.
À 14h30 le lendemain, dans un fracas terrible la grosse cloche s'écrasait au sol, une large fissure zébrait ses flancs et l'administration municipale dut songer à la faire refondre; c'est le 14 juillet 1921 pour célébrer la Fête nationale qu'elle se fit à nouveau entendre.
La tour, elle aussi, fut une fois encore réparée mais conserva sa silhouette traditionnelle.
Les quatre statues d'angle qui ornaient le beffroi depuis son origine étaient devenues des masses informes et après l'incendie de 1920 il fut décidé de les supprimer. Quatre personnages, dus au ciseau de Monsieur Gaumont, grand prix de Rome, les remplacèrent.
Ils représentent au nord-est un chef franc, au sud-est un archer des milices de la ville, au sud-ouest Louise de Savoie, mère de François Ier, qui signa la Paix des Dames en 1529, au nord-ouest le marquis de Cézen, premier gouverneur de Cambrai après la prise de la ville par Louis XIV

### Les Gallus
L'institution du guet date de plusieurs siècles. En 1400, il existait déjà un guetteur au beffroi, et quatre en 1681.
Le guetteur, autrefois appelé wette, du mot patois «wétier» (regarder) était la sentinelle vigilante de la ville. Les Cambrésiens l'ont appelé gallu (du mot latin gallus, le coq, symbole de vigilance)
Les gallus étaient chargés d'annoncer l'arrivée de troupes ennemies, d'alerter la population en cas d'incendie, de marquer toutes les heures et les demi-heures sur la cloche du beffroi ou la nuit à l'aide d'un porte voix ainsi que l'heure de couvre-feu. Ils annonçaient également l'ouverture et la fermeture des portes de la ville. Deux gallus se trouvaient au clocher de 9 heures du soir à 6 heures du matin. De leur chambre ménagée dans le dôme les guetteurs participaient à la sûreté de la cité.
Pour arriver à leur loge il leur fallait gravir 248 marches.
Les derniers gallus connus furent messieurs Saliege et Caudron dont la fonction, véritable héritage du Moyen Âge, ne s'interrompit qu'en 1934 à la suite de l'électrification des cloches.

### Défense d'uriner du haut du beffroi
En septembre 1674, les pasteurs de l'église Saint-Martin se plaignirent aux échevins de la ville « que des pierres et immondices et autres choses que les gallus laissent tomber sur la couverture de l'église et par les urines qu'ils projettent sur la toiture n'abîment cette dernière. Ces douches intempestives et malodorantes faisant pourrir la couverture, ils en demandent réparation aux frais de la ville. »
Le magistrat se borna à intimer aux gallus de ne plus provoquer ainsi ces pluies artificielles.

## Architecture

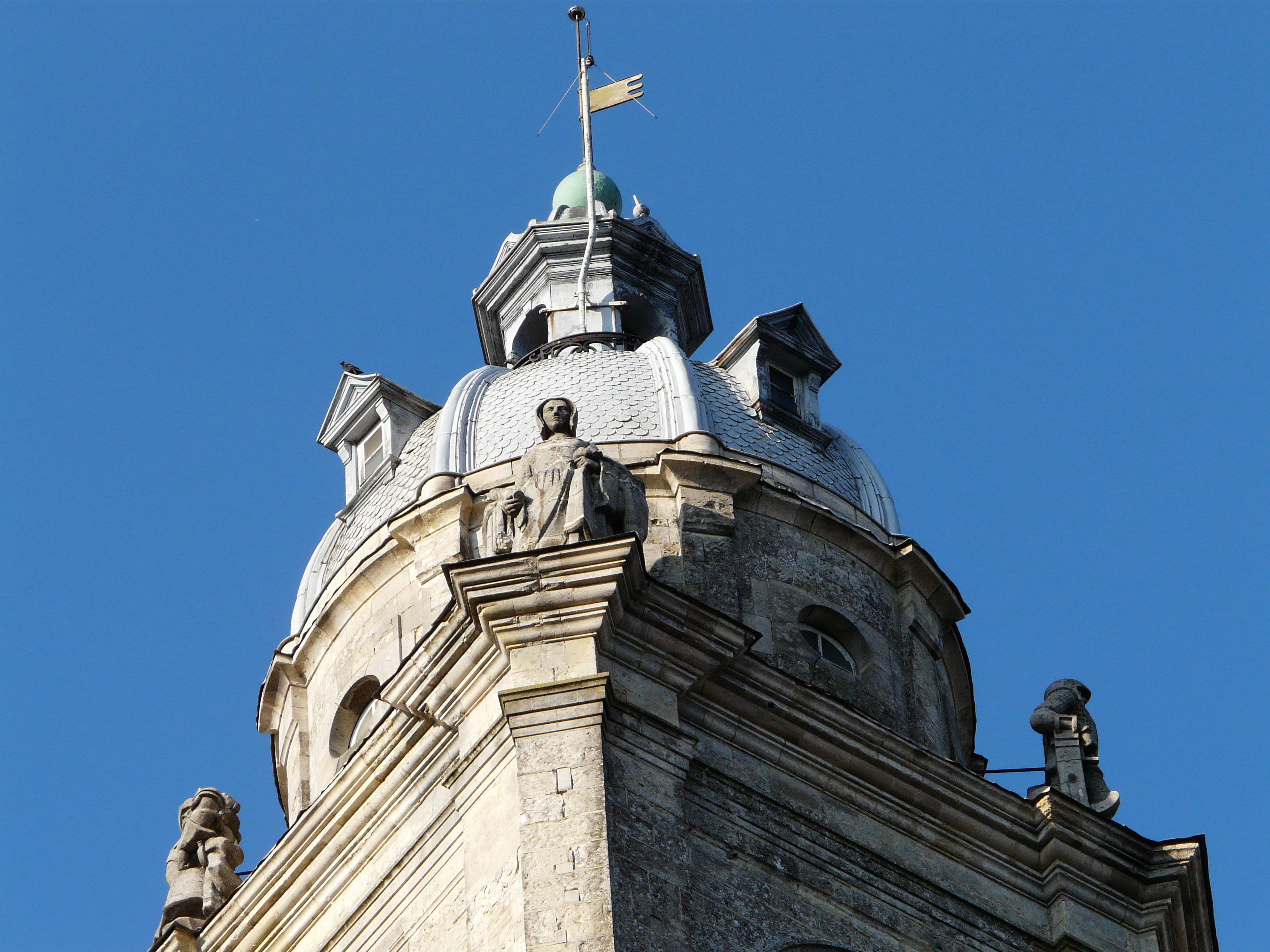
Le sommet du beffroi.

Au XVe siècle, le sommet est couvert d'une flèche torse remplacée au XVIIIe siècle par un lanternon.
Quatre sculptures réalisées en 1922 par Marcel Gaumont ornent les angles. Elles évoquent quatre figures de l'histoire de la ville :
- un guerrier franc ;
- un soldat de la milice communale ;
- Louise de Savoie, mère de François Ier, qui signa à Cambrai en 1529 la Paix des Dames ;
- le marquis de Cezon, premier gouverneur royal après l'annexion de Cambrai à la France en 1667.

Le beffroi est fermé au public en raison de l'état des marches.